# Astrolit
Astrolit to nazwa handlowa rodziny materiałów wybuchowych, wynalezionych przez chemika Geralda Hursta w latach 60. XX w., gdy był zatrudniony w "Atlas Powder Company". Rodzina astrolitów zawiera dwa składniki: Astrolit G oraz Astrolit A. Oba to dwuskładnikowe, płynne, wysoce wybuchowe mieszaniny składające się z azotanu amonowego (utleniacz) oraz bezwodnej hydrazyny (paliwa rakietowego). Wciąż znajdują zastosowanie w przemyśle i wojsku, ale w większości są zastępowane tańszymi i bezpieczniejszymi składnikami, głównie ze względu na cenę oraz wyjątkową szkodliwość hydrazyny (substancja silnie trująca).